# Пеэп, Хеленд Волдемарович
Хеленд Волдемарович Пеэп (эст. Helend Peep; при рождении Эрнст-Хельмут Пеэп эст. Ernst-Helmut Peep; 29 июля 1910, Вайкла — 20 октября 2007, Тарту) — эстонский театральный актёр и оперный певец (тенор). Более 50 лет играл на сцене театра «Ванемуйне» в Тарту. Народный артист Эстонской ССР (1970). Почётный гражданин Тарту.

## Биография
Хеленд Пеэп родился 29 июля 1910 года в деревне Порсково Кохтла-Ярвского уезда Эстляндской губернии (ныне д. Вайкла) в семье мелких фермеров. Когда Пеэпу было 4 года, у него умер отец. Его мать Аделина вынуждена была одна воспитывать двух маленьких детей.
В 1931 году Пеэп окончил гимназию в Йыхви. Профессиональную карьеру он начал в 1938 году хористом в Эстонском национальном театре «Ванемуйне» в Тарту. С 1939 по 1942 год был актёром и декоратором в театре города Курессааре. В 1942—1944 годах играл в Таллинском рабочем театре, в 1944—1946 годах — в Молодёжном театре. С 1946 по 1957 год — оперный певец в театре «Ванемуйне», с 1957 по 2001 год — драматический актёр.
Хеленд Пеэп зарекомендовал себя как один из лучших и разносторонних актёров театра «Ванемуйне». Исполнял партию Ленского в «Евгении Онегине», Владимира в «Князе Игоре», Моностатоса в «Волшебной флейте», сыграл Кошкина в «Любови Яровой». Он также сыграл роли в нескольких фильмах: «Парни одной деревни» («Ühe küla mehed», 1961) «Ледоход» («Jääminek», 1962), «Оглянись в пути» («Jäljed», 1963), «Письма с острова Чудаков» («Kirjad Sõgedate külast», 1966), «Опасные игры» («Ohtlikud mängud», 1974), «Дикие лебеди» («Metsluiged», 1987), "Старик хочет домой" («Vana mees tahab koju», 1991) и других. Играл в фильмах-спектаклях «Неуловимое чудо» («Tabamata ime»), «Канун Нового года» («Uusaastaöö»), в телевизионной постановке «Killevere koguduse õpetaja».
Умер 20 октября 2007 года в возрасте 97 лет. Похоронен на кладбище Раади в Тарту.

## Признание
- Заслуженный артист Эстонской ССР (1957)
- Народный артист Эстонской ССР (1970)[3]
- Медаль «За трудовое отличие»[7]
- Орден Белой звезды 5 класса (2001)

## Семья
Сын — Ао Пеэп (1947—2011) — эстонский драматический актёр.